# Schaprode
Schaprode er en by og kommune i det nordøstlige Tyskland, beliggende under Landkreis Vorpommern-Rügen på øen Rügen. Landkreis Vorpommern-Rügen ligger i delstaten Mecklenburg-Vorpommern.
Kommunen er beliggende på den nordvestlige del af Rügen, ca. 20 km fra Bergen auf Rügen. Den grænser i nord op til Wieker Bodden og i syd til Udarser Wiek; I vest grænser den op til Schaproder Bodden og i nordvest til Vitter Bodden, der begge er en del af Nationalpark Vorpommersche Boddenlandschaft. Eneste nabokommune til Schaprode er Trent. Det såkaldte „Stolper Haken“ – 4 km nord for landsbyen Schaprode – markerer det smalleste sund mellem øerne Rügen og Hiddensee, idet der kun er 1000 meters afstand mellem stederne.

## Landsbyer og bebyggelser
- Schaprode
- Charlottendorf,
- Granskevitz,
- Øen Öhe,
- Lehsten,
- Neuholstein,
- Poggenhof,
- Retelitz,
- Seehof,
- Streu
- Udars.

Fra Schaprode sejler der færge til den bilfrie ø Hiddensee.

## Øvrigt
Et depotfund på 1,5 kg bestående af 600 dele bl.a. af brudsølv med 100 sølvmønter fra Harald Blåtands tid blev fundet 28. januar 2018 nær en bronzealdergrav nord for Schaprode.
- Wikimedia Commons har flere filer relateret til Schaprode